# Villa Ortiz
Villa Ortiz, anche nota come Coronel Mom, è una località dell'Argentina, parte del partido di Alberti nella provincia di Buenos Aires.

## Origini del nome
Il nome di Coronel Mom, scelto per identificare la stazione ferroviaria su cui sorge la località, deriva da Pedro Mom, membro del primo governo nazionale del 1811.

## Storia
La località iniziò ad essere abitata quando nel 1907 fu inaugurata la stazione di Coronel Mom, che riceveva i treni provenienti da Bayauca. A partire da quell'anno le persone che abitavano i dintorni, in particolare Villa Maria, distante 10 chilometri, iniziarono a trasferirsi nei pressi della stazione ferroviaria.
Si considera come data di fondazione della città l'anno 1911, quando furono tracciate le strade del paese per lottizzare i terreni, anche se precedentemente attorno alla stazione sorgeva già una zona agricola e un emporio di generi vari. La stazione non offre più servizio passeggeri dal 1994.

## Società

### Evoluzione demografica
Al 2010 la città conta 815 abitanti, rappresentando una dimunizione del 5% rispetto agli 857 abitanti del censimento precedente, datato 2001.

## Economia
Il principale settore produttivo è l'agricoltura, seguita dall'allevamento di bovini, suini e pollame. Sono presenti tre impianti di silos, dei quali il più rilevante appartiene a Huergo Cereales, azienda con sedi a Chivilcoy e Palemón Huergo. Una fonte molto importante di lavoro è il centro di lavorazione dei polli, dal quale traggono sostentamento circa 30 famiglie di Villa Ortiz e delle località circostanti.

## Sport
La squadra di calcio del paese è il Club Deportivo y Social Villa Ortiz, ma la località è rinomata per il torneo di calcio a 7 Papi Fútbol, che riunisce squadre provenienti da tutta la zona e attira un gran numero di spettatori.